# Germaine de Rothschild
Pour les articles homonymes, voir Halphen.
La baronne Germaine de Rothschild, née Germaine Alice Halphen à Paris 8e le  29 février 1884 et morte à Paris 16e le 1er janvier 1975, est une philanthrope française.

## Biographie
Fille du financier Émile Halphen et de la philanthrope Louise Fould, elle est la petite-fille de Paul Fould (1837-1917), la nièce du compositeur Fernand Halphen, la cousine germaine de Gaston Gradis et la cousine de Noémie Halphen (épouse du baron Maurice de Rothschild). Elle épouse en 1905, à Paris, le baron Édouard de Rothschild. Alphonse de Rothschild, Guy de Rothschild, Jacqueline Piatigorsky  et Bethsabée de Rothschild naissent de cette union.
Très impliquée dans la charité, elle s'attache les services de Hannah Arendt, récemment réfugiée d'Allemagne,  comme secrétaire particulière pour administrer ses œuvres de bienfaisance.
Elle fonde en 1938 le Comité israélite pour les enfants d'Allemagne et d'Europe centrale réfugiés en France. Elle met son château de la Guette à la disposition du comité pour y accueillir les enfants et engage Willy Katz, Ernest Jouhy et sa femme Lydia Jablonski, Germaine Le Henaff, Flore Loinger (l'épouse de Georges Loinger), Henry Pohorylès, pour le diriger et s'occuper de l'éducation des enfants.
Elle réussit à faire émigrer 130 enfants juifs aux États-Unis en 1942.
Elle est inhumée au cimetière du Père-Lachaise (7e division).

## Œuvre

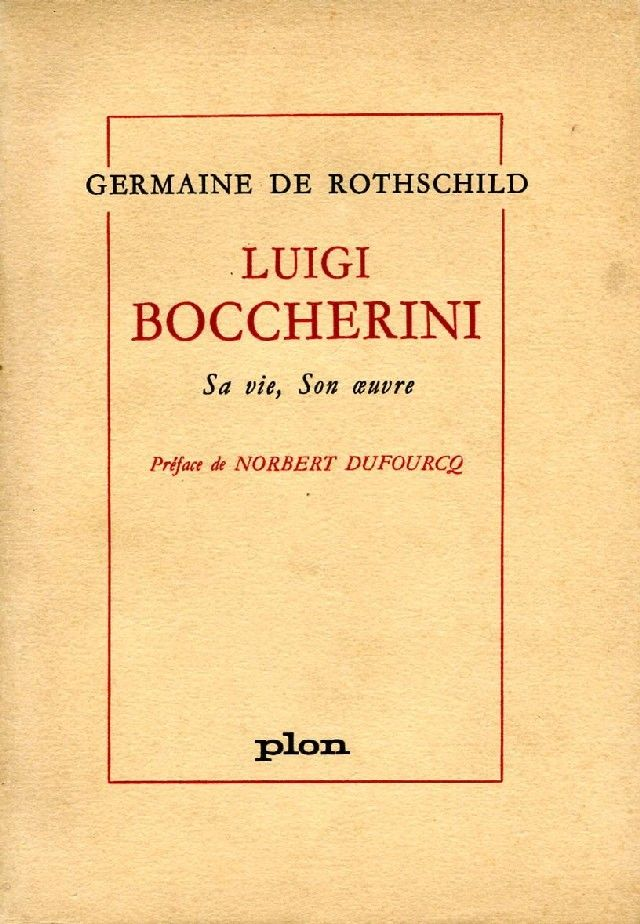
Première de couverture de la biographie de Luigi Boccherini par G. de Rothschild (1962).

- "Vie de Bernard Palissy", in Bernard Palissy et son école (collection Édouard de Rothschild), Paris, Au Pont des Arts, 1952.
- Luigi Boccherini : sa vie, son œuvre, Paris, Plon, 1962, préface de Norbert Dufourcq.
- Lettre à Nadia Boulanger, 1965.

## Pour approfondir